# Alain De Spiegeleer
 (mai 2025).
Pour les articles homonymes, voir Gibus.
Alain De Spiegeleer, connu sous le nom de scène Gibus, est un auteur-compositeur-interprète de musique pour enfants, belge, né le 29 aout 1952 à Kinshasa (République démocratique du Congo).

## Biographie
Né au Congo belge, il revient en Belgique à l'âge de 8 ans à Ophain-Bois-Seigneur-Isaac.
Ébéniste de profession, Alain De Spiegeleer débute comme chanteur dès1968 dans les cafés-théâtres bruxellois (le Grenier aux chansons, le Chat écarlate, la Soupape, L'Os à moelle) et  parisiens (L'Échelle de Jacob, Chez Paul). 
Il entre dans l'univers de la musique pour enfants en 1978 en publiant le 45 tour Gibus, tout en continuant le chanson tout public. 
Dans un interview pour L'Avenir, il déclare avoir débuté, en 1978, en composant « des comptines pour apprendre les doigts de la main, les jours de la semaine, les saisons, etc... » à la demande de l'institutrice de son fils. Il est alors lauréat au Festival d'Obourg, à celui de Bastogne, au concours de chant La Clé d’or à Mons et à Visa pour le show de Bruxelles[réf. nécessaire].
En 1978, il entame sa carrière de chanteur pour enfants avec un spectacle intitulé : Gibus, papa, maman et moi[réf. nécessaire].
En 1982, il est lauréat  de la RTBF et remporte le concours « Chantons français » organisé par les chaînes de télévision francophones, dont la RTBF, Radio Canada, Radio Suisse Romande et TF1. Il y représente la Belgique. En 1982, paraît son premier 33 tours Gibus et Caroline[réf. nécessaire]. Au Festival international de la Chanson Française de Ittre, il obtient le Prix Valmy Féaux de meilleur auteur interprète, et le Prix du public en 1984[réf. nécessaire].
À partir de 1985, il se consacre à la musique pour enfant. Il fait paraître son premier 33 tours Gibus et Caroline. 
En 1988 et 1989 paraissent deux livres-cassettes Gibus raconte et chante en collaboration avec Carl Norac aux éditions Dessain et Tolra. 1989, la cassette Besoin de toi qui que tu sois est produite par le SPJ (Service de la Protection de la Jeunesse) pour les 125 ans de la Croix-Rouge de Belgique. 
Il produira d'autres CD et cassettes et chante en public lors de tournées et spectacles notamment Gibus, papa, maman et moi et Moi c'que je veux c'est grandir,. En 1992, il publie le CD Bidim-boh ! chez l'éditeur Arc-en-Ciel qui reprend les chansons de son dernier spectacle Bidim-Boh, basées sur la langue créole et les rythmes afro-cubains. 
En 2000, ses spectacles font partie du programme « Chansons à l'école » qui permet d'effectuer des représentations dans les établissements scolaires.
Parmi ses émissions, on compte Electronics, Lollipop, Ici Bla-Bla, Ouftivi, Chocolat Show, Dimanche en fête pour laquelle il écrit et interprète une chanson par semaine, Chambard et Pirates ; de même, il écrit et raconte une histoire chaque mercredi dans l’émission radiophonique Enfants admis, animée par Cathy Massart, sur la RTBF Bruxelles-Capitale.
Pendant la pandémie de Covid-19, sa chanson Hey coronavirus apprend aux enfants la nécessité de bien se laver les mains.
Il est le premier artiste belge à faire carrière dans la musique pour enfants. 
En 2014, il sort aux Éditions Le Sablier le livre-CD Bébé caramel proposant des berceuses africaines sur le thème des familles recomposées. Il compte une quarantaine de disques à son actif, une quinzaine de livres à écouter de 2003 à 2014, ainsi qu'une trentaine de livres à puces musicales, écoulés à plus de 250.000 exemplaires en France et en Belgique. Il anime des formations à destinations des enseignants sur l'écriture et les chansons dans un cadre pédagogique.

## Discographie

### Sélection des titres notables
- 1981 - Gibus - 45t[1],[2],[8] ;
- 1982 - Gibus et Caroline - 33t ;
- 1983 - Gibus & C° - 33t ;
- 1984 - Petipata… - CD, et Et patati et patatras - En co-production avec Ariola BMG - CD ;
- 1985 - Gibus raconte…, Contes de Grimm, Perrault et Andersen adaptés par Gibus et en co-production avec Ariola BMG - 10 K7 ;
- 1989 - Besoin de toi qui que tu sois - (pour les 125 ans de la Croix-Rouge, la chanson Universalité sera interprétée par quelques artistes belge dont Sandra Kim, Isabelle Rigaux, Fabienne Sevrin, Lara Fabian, Joseph Reynaert, Johan Verminnen) - K7 ;
- 1989 - Loch Ernest est-il un monstre - conte de Carl Norac avec chanson de Gibus, aux Editions Dessain et Tolra - Livre-cassette chanté et conté ;
- 1990 - Joyeux Noël - CD - Double disque d'or et 14e au hit-parade belge;
- 1991 - Bienvenue saint-Nicolas - CD - disque d'or
- 1991 - Bidim-boh! - sous licence Studio SM Arc-en-ciel jeunesse - CD ;
- 1993 - À pas feutrés - CD ;
- 2000 - Il était une fois..., Contes de Grimm, Perrault et Andersen adaptés par Gibus et raconté par des animateurs de la RTBF : Marc Ysaye, Maria Del Rio, Thomas Van Hamme, Georges Pradez, Marie-Pierre Mouligneau, Philippe Soreil, Jacques Mercier, Armelle, Pierre Kroll, Cathy Constant, Carlos Vaquera et Marie-Hélène Vanderborght - 6 CDs ;
- 2001 - Noctambulines - CD ;
- 2004 - Marimoutou - CD ;
- 2007 - Des mots pour… - CD ;
- 2012 - Berceuses pour petits noctambules ;
- 2014 - Bébé caramel - Livre-CD ;
- 2014 - Tam-tam dans la brousse.

## Récompenses

### Sélection des récompenses notables
- 1982 - Lauréat de la RTBF et gagnant du concours « Chantons français »[1],[2] ;
- 1994 - Lauréat du concours Création chansons enfants organisé par la Province de Namur ;
- Prix de la scène pour le spectacle À pas feutrés et prix de la chanson pour J'suis ton copain ;
- 1995 - Prix Joseph De Keyn du livre pédagogique décerné par l'Académie royale des sciences, des lettres et des beaux-arts de Belgique pour son livre Chant'idées ;
- 2012 - Coup de cœur de l'Académie Charles-Cros.